# 吳獬
吳獬（1841年—1918年），字鳳孫，湖南岳州府臨湘縣人，清朝政治人物。

## 生平
光緒十五年（1889年）己丑科進士。同年五月，著交吏部掣签，分发各省以知县即用。光緒十八年（1892年），任荔浦縣知縣。光緒二十二年（1896年）改沅州府學教授，任敦仁書院山長。

## 著作
吳獬通經學，不守一家之說。有《不易心堂集》、《諺語學》各三卷。